# Temporada 2004 del Campeonato Mundial de Superbikes
La Temporada 2004 del Campeonato Mundial de Superbikes fue la decimoséptima temporada del Campeonato Mundial de Superbikes FIM. La temporada comenzó el 29 de febrero en Valencia y terminó el 3 de octubre en Magny-Cours después de 11 rondas. La tradicional ronda japonesa en Sugo fue reemplazada por una nueva ronda canadiense que estaba programada para el 4 de julio en el Mont-Tremblant, cerca de Quebec. Aunque no se dio ninguna explicación para el cambio, se consideró como una forma de venganza después de la negativa de los fabricantes japoneses a respaldar las reglas de 2004. La ronda canadiense se canceló finalmente después de una inspección de circuito determinó que la cantidad de trabajo necesario para llevar el lugar a la norma WSBK no se podría llevar a cabo a tiempo para la fecha propuesta.
2004 fue la primera temporada en la que todas las motos tuvieron que usar neumáticos de control, proporcionados por Pirelli. En parte debido a la regla del neumático de control, ninguna moto de fábrica fue presentada por los fabricantes japoneses.
James Toseland ganó el campeonato de pilotos y Ducati ganó el campeonato de constructores.

## Pilotos y equipos
| 2004 entry list                      | 2004 entry list | 2004 entry list             | 2004 entry list | 2004 entry list      | 2004 entry list |
| Equipo                               | Constructor     | Moto                        | No.             | Piloto               | Rondas          |
| ------------------------------------ | --------------- | --------------------------- | --------------- | -------------------- | --------------- |
| Foggy Petronas Racing                | Petronas        | Petronas FP1                | 4               | Troy Corser          | All             |
| Foggy Petronas Racing                | Petronas        | Petronas FP1                | 9               | Chris Walker         | All             |
| Zongshen                             | Suzuki          | Suzuki GSX-R1000            | 5               | Piergiorgio Bontempi | All             |
| Zongshen                             | Suzuki          | Suzuki GSX-R1000            | 12              | Warwick Nowland      | All             |
| Zongshen                             | Kawasaki        | Kawasaki ZX 10              | 39              | Stéphane Duterne     | 10–11           |
| Kawasaki Bertocchi                   | Kawasaki        | Kawasaki ZX 10              | 6               | Mauro Sanchini       | 1–10            |
| Kawasaki Bertocchi                   | Kawasaki        | Kawasaki ZX 10              | 8               | Ivan Clementi        | All             |
| Kawasaki Bertocchi                   | Kawasaki        | Kawasaki ZX 10              | 15              | Stefano Cruciani     | 11              |
| PSG - 1 Corse                        | Ducati          | Ducati 998 RS Ducati 999 RS | 7               | Pierfrancesco Chili  | All             |
| PSG - 1 Corse                        | Ducati          | Ducati 998 RS Ducati 999 RS | 27              | Giancarlo De Matteis | 8, 10           |
| Carbon Dream                         | Ducati          | Ducati 998 RS               | 11              | Gianmaria Liverani   | 3               |
| MIR Racing                           | Suzuki          | Suzuki GSX-R1000            | 16              | Sergio Fuertes       | 1–6, 8–11       |
| Ten Kate Honda                       | Honda           | Honda CBR1000RR             | 17              | Chris Vermeulen      | All             |
| Pedercini                            | Ducati          | Ducati 998 RS               | 19              | Lucio Pedercini      | All             |
| Pedercini                            | Ducati          | Ducati 998 RS               | 25              | Alessio Velini       | 10–11           |
| Pedercini                            | Ducati          | Ducati 998 RS               | 69              | Gianluca Nannelli    | 1–9             |
| D.F.Xtreme Sterilgarda               | Ducati          | Ducati 999 RS               | 20              | Marco Borciani       | All             |
| D.F.Xtreme Sterilgarda               | Ducati          | Ducati 999 RS               | 99              | Steve Martin         | All             |
| Life Haus RT                         | Yamaha          | Yamaha YZF-R1               | 22              | Horst Saiger         | 1, 4, 7         |
| JM SBK                               | Ducati          | Ducati 998 RS               | 23              | Jiří Mrkývka         | All             |
| XEROX – Ducati Nortel Net.           | Ducati          | Ducati 999 RS               | 24              | Garry McCoy          | All             |
| XEROX – Ducati Nortel Net.           | Ducati          | Ducati 999 RS               | 27              | Giancarlo De Matteis | 3–4             |
| XEROX – Ducati Nortel Net.           | Ducati          | Ducati 999 RS               | 48              | David García         | 5–6             |
| XEROX – Ducati Nortel Net.           | Ducati          | Ducati 999 RS               | 50              | Miguel Praia         | All             |
| XEROX – Ducati Nortel Net.           | Ducati          | Ducati 999 RS               | 69              | Gianluca Nannelli    | 10–11           |
| UnionBike GiMotorsport               | Yamaha          | Yamaha YZF-R1               | 25              | Alessio Velini       | 1–9             |
| UnionBike GiMotorsport               | Yamaha          | Yamaha YZF-R1               | 78              | Teodor Myszkowski    | 11              |
| UnionBike GiMotorsport               | Yamaha          | Yamaha YZF-R1               | 113             | Paolo Blora          | 10              |
| Giesse Racing Team                   | Yamaha          | Yamaha YZF-R1               | 28              | Doriano Romboni      | 3, 10           |
| Boselli Racing                       | Suzuki          | Suzuki GSX-R1000            | 29              | Luca Pini            | 3, 10           |
| Penta Race                           | Ducati          | Ducati 998 RS               | 31              | Giuseppe Zannini     | 3, 10           |
| Yamaha France                        | Yamaha          | Yamaha YZF-R1               | 32              | Sébastien Gimbert    | 8, 11           |
| Suzuki Netthandelen Suzuki Nederland | Suzuki          | Suzuki GSX-R1000            | 33              | Carl Berthelsen      | 5, 11           |
| Yoshimura Schäfer Motorsport         | Suzuki          | Suzuki GSX-R1000            | 34              | Andreas Meklau       | 5               |
| Vitrans Honda                        | Honda           | Honda                       | 35              | Craig Coxhell        | 8               |
| Robert Menzen Racing                 | Suzuki          | Suzuki GSX-R1000            | 36              | Robert Menzen        | 9               |
| Pajic-Kawasaki                       | Kawasaki        | Kawasaki ZX 10              | 38              | Arno Visscher        | 9               |
| Renegade Ducati Renegade Ducati Koji | Ducati          | Ducati 999 RS               | 41              | Noriyuki Haga        | All             |
| Renegade Ducati Renegade Ducati Koji | Ducati          | Ducati 999 RS               | 91              | Leon Haslam          | All             |
| Team Anyway Fidoweb                  | Suzuki          | Suzuki GSX-R1000            | 45              | Ivan Sala            | 3–4             |
| Ducati Fila                          | Ducati          | Ducati 999 F04              | 52              | James Toseland       | All             |
| Ducati Fila                          | Ducati          | Ducati 999 F04              | 55              | Régis Laconi         | All             |
| Alpha Technik                        | Honda           | Honda CBR1000RR             | 71              | Michael Schulten     | 5               |
| Alpha Technik                        | Honda           | Honda CBR1000RR             | 72              | Jürgen Oelschläger   | 5               |
| Mazzali Racing Team                  | MV Agusta       | MV Agusta                   | 74              | Andrea Mazzali       | 10              |
| Inoterm Racing Team                  | Yamaha          | Yamaha YZF-R1               | 77              | Berto Camlek         | 3, 11           |
| Szkopek Agip RT                      | Suzuki          | Suzuki GSX-R1000            | 94              | Paweł Szkopek        | 10–11           |
| Yamaha Castrol Poland                | Yamaha          | Yamaha YZF-R1               | 95              | Andrzej Pawelec      | 11              |
| Jentin Racing                        | Yamaha          | Yamaha YZF-R1               | 100             | James Ellison        | 6, 8            |
| Guandalini                           | Ducati          | Ducati 999 RS               | 113             | Paolo Blora          | 4               |
| DeCecco Racing                       | Ducati          | Ducati 998 RS               | 200             | Giovanni Bussei      | 8–11            |

| Leyenda             | Leyenda |
| ------------------- | ------- |
| Piloto Titular      |         |
| Piloto Invitado     |         |
| Piloto de reemplazo |         |

## Calendario y resultados
| Ronda | Ronda | Circuito       | Fecha        | Superpole           | Vuelta Rápida       | Piloto Ganador      | Equipo Ganador             |
| ----- | ----- | -------------- | ------------ | ------------------- | ------------------- | ------------------- | -------------------------- |
| 1     | R1    | Valencia       | 29 February  | Régis Laconi        | Garry McCoy         | James Toseland      | Ducati Fila                |
| 1     | R2    | Valencia       | 29 February  | Régis Laconi        | Noriyuki Haga       | Noriyuki Haga       | Renegade Ducati            |
| 2     | R1    | Phillip Island | 28 March     | Régis Laconi        | Régis Laconi        | Régis Laconi        | Ducati Fila                |
| 2     | R2    | Phillip Island | 28 March     | Régis Laconi        | Garry McCoy         | Garry McCoy         | XEROX - Ducati Nortel Net. |
| 3     | R1    | Misano         | 18 April     | Steve Martin        | Régis Laconi        | Régis Laconi        | Ducati Fila                |
| 3     | R2    | Misano         | 18 April     | Steve Martin        | Pierfrancesco Chili | Pierfrancesco Chili | PSG - 1 Corse              |
| 4     | R1    | Monza          | 16 May       | Régis Laconi        | Régis Laconi        | Régis Laconi        | Ducati Fila                |
| 4     | R2    | Monza          | 16 May       | Régis Laconi        | Régis Laconi        | Régis Laconi        | Ducati Fila                |
| 5     | R1    | Oschersleben   | 30 May       | Troy Corser         | Noriyuki Haga       | Noriyuki Haga       | Renegade Ducati            |
| 5     | R2    | Oschersleben   | 30 May       | Troy Corser         | Noriyuki Haga       | Régis Laconi        | Ducati Fila                |
| 6     | R1    | Silverstone    | 13 June      | Régis Laconi        | Régis Laconi        | Noriyuki Haga       | Renegade Ducati            |
| 6     | R2    | Silverstone    | 13 June      | Régis Laconi        | Chris Vermeulen     | Chris Vermeulen     | Ten Kate Honda             |
| 7     | R1    | Laguna Seca    | 11 July      | Steve Martin        | Chris Vermeulen     | Chris Vermeulen     | Ten Kate Honda             |
| 7     | R2    | Laguna Seca    | 11 July      | Steve Martin        | Chris Vermeulen     | Chris Vermeulen     | Ten Kate Honda             |
| 8     | R1    | Brands Hatch   | 1 August     | Steve Martin        | Pierfrancesco Chili | Noriyuki Haga       | Renegade Ducati Koji       |
| 8     | R2    | Brands Hatch   | 1 August     | Steve Martin        | Pierfrancesco Chili | Noriyuki Haga       | Renegade Ducati Koji       |
| 9     | R1    | Assen          | 5 September  | Pierfrancesco Chili | Noriyuki Haga       | James Toseland      | Ducati Fila                |
| 9     | R2    | Assen          | 5 September  | Pierfrancesco Chili | Noriyuki Haga       | Chris Vermeulen     | Ten Kate Honda             |
| 10    | R1    | Imola          | 26 September | Régis Laconi        | Régis Laconi        | Régis Laconi        | Ducati Fila                |
| 10    | R2    | Imola          | 26 September | Régis Laconi        | Noriyuki Haga       | Régis Laconi        | Ducati Fila                |
| 11    | R1    | Magny-Cours    | 3 October    | Troy Corser         | Steve Martin        | James Toseland      | Ducati Fila                |
| 11    | R2    | Magny-Cours    | 3 October    | Troy Corser         | Noriyuki Haga       | Noriyuki Haga       | Renegade Ducati Koji       |

## Estadísticas

### Clasificación de Pilotos
| 1    | James Toseland       | Ducati   | 1   | 2   | 3   | Ret | 10  | 6   | 2   | 2   | 2   | 2   | Ret | 5   | 4   | 2   | 7   | Ret | 1   | 2   | 3   | 2   | 1   | 2   | 336 |
| 2    | Régis Laconi         | Ducati   | Ret | Ret | 1   | Ret | 1   | 2   | 1   | 1   | 6   | 1   | Ret | 3   | 5   | 3   | 2   | Ret | 3   | 5   | 1   | 1   | 3   | 3   | 327 |
| 3    | Noriyuki Haga        | Ducati   | Ret | 1   | 8   | 6   | 4   | 4   | Ret | Ret | 1   | Ret | 1   | 2   | 6   | 4   | 1   | 1   | 4   | 3   | 4   | Ret | 2   | 1   | 299 |
| 4    | Chris Vermeulen      | Honda    | 12  | 5   | 2   | 2   | 5   | 12  | 4   | DSQ | 15  | 8   | 2   | 1   | 1   | 1   | 4   | 3   | 5   | 1   | 2   | 6   | Ret | Ret | 282 |
| 5    | Pierfrancesco Chili  | Ducati   | 2   | 4   | 9   | 3   | 3   | 1   | Ret | Ret | 3   | Ret | 3   | Ret | 2   | 5   | Ret | 2   | 2   | 4   | 7   | Ret | 6   | 5   | 243 |
| 6    | Garry McCoy          | Ducati   | 7   | 6   | 5   | 1   | Ret | 17  | 3   | 3   | 9   | 4   | 4   | 8   | 7   | 7   | Ret | 7   | 8   | Ret | 5   | 5   | 9   | 9   | 199 |
| 7    | Steve Martin         | Ducati   | Ret | 3   | 4   | Ret | 7   | 3   | Ret | 8   | 5   | Ret | 6   | 6   | 3   | 6   | 3   | Ret | 7   | Ret | 6   | 3   | 5   | Ret | 181 |
| 8    | Leon Haslam          | Ducati   | 5   | 9   | Ret | 10  | 11  | 5   | 5   | 4   | 7   | 3   | 5   | 4   | 9   | Ret | Ret | Ret | 6   | 6   | 10  | 12  | 7   | 6   | 169 |
| 9    | Troy Corser          | Petronas | Ret | 11  | 13  | 5   | 2   | 7   | 9   | 5   | 4   | Ret | 7   | 9   | 10  | Ret | 5   | Ret | 10  | 7   | 12  | 10  | Ret | 7   | 146 |
| 10   | Marco Borciani       | Ducati   | 4   | 8   | 7   | 4   | 21  | 10  | 7   | 6   | Ret | Ret | 8   | 11  | 11  | 8   | 11  | Ret | 9   | 8   | 8   | 8   | Ret | Ret | 130 |
| 11   | Chris Walker         | Petronas | 3   | 7   | 10  | 8   | 6   | 13  | 8   | 7   | Ret | 7   | Ret | 12  | Ret | Ret | 9   | 4   | 12  | 10  | Ret | 16  | 8   | 8   | 128 |
| 12   | Ivan Clementi        | Kawasaki | Ret | 14  | 11  | 9   | 12  | Ret | 11  | 10  | 11  | 9   | 10  | 10  | Ret | 10  | 14  | 11  | Ret | 9   | 11  | 9   | Ret | Ret | 85  |
| 13   | Mauro Sanchini       | Kawasaki | 14  | 10  | 6   | 7   | Ret | 11  | Ret | 9   | 10  | 6   | Ret | 13  | 8   | 9   | Ret | 10  | Ret | DNS | WD  | WD  |     |     | 79  |
| 14   | Gianluca Nannelli    | Ducati   | 6   | Ret | 12  | 12  | 8   | Ret | Ret | Ret | 12  | 5   | Ret | Ret | Ret | Ret | 10  | Ret | 11  | Ret | 9   | 4   | Ret | Ret | 72  |
| 15   | Piergiorgio Bontempi | Suzuki   | 15  | 16  | NC  | 11  | 9   | 15  | 10  | 11  | 14  | 11  | 9   | 14  | 13  | 12  | 15  | 12  | 13  | 12  | 13  | Ret | 11  | Ret | 68  |
| 16   | Lucio Pedercini      | Ducati   | Ret | 13  | Ret | Ret | Ret | 8   | Ret | 12  | Ret | Ret | Ret | 15  | 12  | 11  | 13  | Ret | Ret | DNS | Ret | 7   | 12  | DNS | 41  |
| 17   | Sergio Fuertes       | Suzuki   | 8   | 12  | Ret | Ret | Ret | 18  | 6   | Ret | DNS | DNS | 13  | Ret |     |     | Ret | 13  | 15  | 14  | Ret | Ret | Ret | 12  | 35  |
| 18   | Sébastien Gimbert    | Yamaha   |     |     |     |     |     |     |     |     |     |     |     |     |     |     | Ret | 9   |     |     |     |     | 4   | 4   | 33  |
| 19   | James Ellison        | Yamaha   |     |     |     |     |     |     |     |     |     |     | Ret | 7   |     |     | 6   | 5   |     |     |     |     |     |     | 30  |
| 20   | Warwick Nowland      | Suzuki   | 11  | 17  | 15  | 14  | 18  | Ret | DNS | DNS | DNS | DNS | 11  | Ret | Ret | 13  | 16  | Ret | 14  | 13  | 17  | 18  | 16  | 10  | 27  |
| 21   | Giovanni Bussei      | Ducati   |     |     |     |     |     |     |     |     |     |     |     |     |     |     | 12  | 6   | Ret | 11  | Ret | 11  | Ret | DNS | 24  |
| 22   | Alessio Velini       | Yamaha   | Ret | 18  | 14  | 13  | 13  | Ret | Ret | 13  | 16  | 12  | Ret | Ret | Ret | Ret | 17  | 14  | Ret | Ret |     |     |     |     | 20  |
| 22   | Alessio Velini       | Ducati   |     |     |     |     |     |     |     |     |     |     |     |     |     |     |     |     |     |     | Ret | 15  | 14  | Ret | 20  |
| 23   | Horst Saiger         | Yamaha   | 9   | 15  |     |     |     |     | 13  | 14  |     |     |     |     | 14  | 14  |     |     |     |     |     |     |     |     | 17  |
| 24   | Craig Coxhell        | Honda    |     |     |     |     |     |     |     |     |     |     |     |     |     |     | 8   | 8   |     |     |     |     |     |     | 16  |
| 25   | Jiří Mrkývka         | Ducati   | 10  | Ret | DNS | DNS | 19  | 16  | Ret | Ret | Ret | 13  | 12  | 16  | Ret | Ret | Ret | DNS | Ret | Ret | 19  | 19  | Ret | Ret | 13  |
| 26   | Luca Pini            | Suzuki   |     |     |     |     | Ret | 9   |     |     |     |     |     |     |     |     |     |     |     |     | 14  | 13  |     |     | 12  |
| 27   | Stéphane Duterne     | Kawasaki |     |     |     |     |     |     |     |     |     |     |     |     |     |     |     |     |     |     | Ret | 24  | 10  | 11  | 11  |
| 28   | Andreas Meklau       | Suzuki   |     |     |     |     |     |     |     |     | 13  | 10  |     |     |     |     |     |     |     |     |     |     |     |     | 9   |
| 29   | Jürgen Oelschläger   | Honda    |     |     |     |     |     |     |     |     | 8   | Ret |     |     |     |     |     |     |     |     |     |     |     |     | 8   |
| 30   | Miguel Praia         | Ducati   | 13  | 19  | 16  | Ret | DNQ | DNQ | Ret | Ret | 17  | Ret | 14  | Ret | DNS | Ret | Ret | 15  | Ret | 16  | Ret | 21  | 18  | 14  | 8   |
| 31   | Giancarlo De Matteis | Ducati   |     |     |     |     | 16  | Ret | 12  | Ret |     |     |     |     |     |     | Ret | Ret |     |     | 21  | DNS |     |     | 4   |
| 32   | Paweł Szkopek        | Suzuki   |     |     |     |     |     |     |     |     |     |     |     |     |     |     |     |     |     |     | Ret | 23  | 15  | 13  | 4   |
| 33   | Ivan Sala            | Suzuki   |     |     |     |     | 14  | 20  | 14  | Ret |     |     |     |     |     |     |     |     |     |     |     |     |     |     | 4   |
| 34   | Stefano Cruciani     | Kawasaki |     |     |     |     |     |     |     |     |     |     |     |     |     |     |     |     |     |     |     |     | 13  | Ret | 3   |
| 35   | Doriano Romboni      | Yamaha   |     |     |     |     | DNS | DNS |     |     |     |     |     |     |     |     |     |     |     |     | 15  | 14  |     |     | 3   |
| 36   | Gianmaria Liverani   | Ducati   |     |     |     |     | 15  | 14  |     |     |     |     |     |     |     |     |     |     |     |     |     |     |     |     | 3   |
| 37   | Carl Berthelsen      | Suzuki   |     |     |     |     |     |     |     |     | 18  | 14  |     |     |     |     |     |     |     |     |     |     | 19  | Ret | 2   |
| 38   | Berto Camlek         | Yamaha   |     |     |     |     | 20  | Ret |     |     |     |     |     |     |     |     |     |     |     |     |     |     | 17  | 15  | 1   |
| 39   | Robert Menzen        | Suzuki   |     |     |     |     |     |     |     |     |     |     |     |     |     |     |     |     | 16  | 15  |     |     |     |     | 1   |
| Pos. | Piloto               | Moto     | ESP | ESP | AUS | AUS | SMR | SMR | ITA | ITA | GER | GER | GBR | GBR | USA | USA | GBR | GBR | NED | NED | ITA | ITA | FRA | FRA | Pts |

| Color     | Resultado                                                               |
| --------- | ----------------------------------------------------------------------- |
| Oro       | Ganador                                                                 |
| Plata     | 2.ª plaza                                                               |
| Bronce    | 3.ª plaza                                                               |
| Verde     | Finalizó en los puntos                                                  |
| Azul      | Finalizó sin puntos                                                     |
| Azul      | NC - No clasificado                                                     |
| Violeta   | Ret - No terminó (Carrera)                                              |
| Rojo      | DNQ - No se clasificó                                                   |
| Negro     | DSQ - Descalificado                                                     |
| Blanco    | DNS - No empezó (carrera)                                               |
| Blanco    | WD - Retirado (fin de semana)                                           |
| Blanco    | C - Carrera cancelada                                                   |
| Sin color | DNP - Inscrito pero no participó                                        |
| Sin color | INJ - Lesionado                                                         |
| Sin color | EX - Excluido                                                           |
| Estado    | Resultado                                                               |
| Negrita   | Pole position                                                           |
| Cursiva   | Vuelta rápida                                                           |
| †         | Abandona, pero clasifica al completar el porcentaje requerido para ello |

### Clasificación de constructores
| Pos. | Constructor | ESP | ESP | AUS | AUS | SMR | SMR | ITA | ITA | GER | GER | GBR | GBR | USA | USA | GBR | GBR | NED | NED | ITA | ITA | FRA | FRA | Pts |
| Pos. | Constructor | R1  | R2  | R1  | R2  | R1  | R2  | R1  | R2  | R1  | R2  | R1  | R2  | R1  | R2  | R1  | R2  | R1  | R2  | R1  | R2  | R1  | R2  | Pts |
| ---- | ----------- | --- | --- | --- | --- | --- | --- | --- | --- | --- | --- | --- | --- | --- | --- | --- | --- | --- | --- | --- | --- | --- | --- | --- |
| 1    | Ducati      | 1   | 1   | 1   | 1   | 1   | 1   | 1   | 1   | 1   | 1   | 1   | 2   | 2   | 2   | 1   | 1   | 1   | 2   | 1   | 1   | 1   | 1   | 530 |
| 2    | Honda       | 12  | 5   | 2   | 2   | 5   | 12  | 4   | Ret | 8   | 8   | 2   | 1   | 1   | 1   | 4   | 3   | 5   | 1   | 2   | 6   | Ret | Ret | 289 |
| 3    | Petronas    | 3   | 7   | 10  | 5   | 2   | 7   | 8   | 5   | 4   | 7   | 7   | 9   | 10  | Ret | 5   | 4   | 10  | 7   | 12  | 10  | 8   | 7   | 200 |
| 4    | Kawasaki    | 14  | 10  | 6   | 7   | 12  | 11  | 11  | 9   | 10  | 6   | 10  | 10  | 8   | 9   | 14  | 10  | Ret | 9   | 11  | 9   | 10  | 11  | 129 |
| 5    | Suzuki      | 8   | 12  | 15  | 11  | 9   | 9   | 6   | 11  | 13  | 10  | 9   | 14  | 13  | 12  | 15  | 12  | 13  | 12  | 13  | 13  | 11  | 10  | 101 |
| 6    | Yamaha      | 9   | 15  | 14  | 13  | 13  | Ret | 13  | 13  | 16  | 12  | Ret | 7   | 14  | 14  | 6   | 5   | Ret | Ret | 15  | 14  | 4   | 4   | 89  |
| NC   | MV Agusta   |     |     |     |     |     |     |     |     |     |     |     |     |     |     |     |     |     |     | 16  | 17  |     |     | 0   |
| Pos. | Constructor | ESP | ESP | AUS | AUS | SMR | SMR | ITA | ITA | GER | GER | GBR | GBR | USA | USA | GBR | GBR | NED | NED | ITA | ITA | FRA | FRA | Pts |